# Aérospatiale
«Аэроспасья́ль» (фр. Aérospatiale) — бывшая французская фирма, преимущественно выпускавшая летательные аппараты (самолёты, спутники, ракеты), как сугубо гражданские и/или военные, так и двойного назначения.

## История
- Основана в 1970 году путём объединения государственных объединений Sud Aviation, Nord Aviation и Société d'études et de réalisation d’engins balistiques (SÉREB). С 1971 года управлялась Эмилем Девуатином и Бернаром Дюфуром.
- В 1981 году совместно с итальянской компанией Aeritalia создано авиастроительное предприятие ATR, выпускающее турбовинтовые региональные пассажирские самолёты.
- В 1991 году компания принимала участие в создании шасси суперкара Bugatti EB110, которое было полностью изготовлено из углеродного волокна.
- В 1992 году Daimler-Benz Aerospace AG (DASA) и Aérospatiale объединили свои вертолётные подразделения с образованием Eurocopter.
- В 1999 году Aérospatiale объединилась с компанией Matra Haute Technologie с образованием Aérospatiale-Matra.
- 10 июля 2000 года Aérospatiale-Matra вошла в состав European Aeronautic Defence and Space Company (EADS, ныне Airbus Group).
- В 2001 году ракетное отделение Aérospatiale-Matra было отделено от компании, тогда же началась её приватизация.

## Факты
- Тимур Баммат, сын северокавказского политического деятеля Гайдара Баммата, эмигрировавшего во Францию в 1920х, с 1968 года на протяжении нескольких лет являлся руководителем группы инженеров, занимавшейся исследованиями и разработкой новых аппаратов (у команды было внутреннее название «команда пиратов») «Сюд Авиасьо́н», а затем «Аэроспасья́ль»[3][4].

## Продукция

### Самолёты
- ATR 42 (в составе ATR)
- ATR 72 (в составе ATR)
- Avion de Transport Supersonique Futur (не построен)
- CM.170 Magister
- CM.175 Zephyr
- Конкорд (совместно с British Aircraft Corporation)
- SE 210 Caravelle
- SN 601 Corvette
- TB 30 Epsilon

### Вертолёты
- AS350 Ecureuil/AStar
- AS355 Ecureuil 2/TwinStar
- SA 313/SA 318 Alouette II
- SA 315B Lama
- SA 316/SA 319 Alouette III
- SA 321 Super Frelon
- SA 330 Puma
- SA 341/SA 342 Gazelle
- SA 360 Dauphin
- SA 365/AS365 Dauphin 2

### Ракетное вооружение
Aérospatiale были разработаны и производились следующие ракеты:
- ANL — облегчённая сверхзвуковая противокорабельная ракета вертолётного базирования (совместно с MBB)[6]
- ANS — сверхзвуковая противокорабельная ракета повышенной дальности вертолётного/самолётного базирования (совместно с MBB)[6]
- Apache — семейство сверхзвуковых управляемых ракет класса «воздух—поверхность» кассетного типа (совместно с Matra)
- AS30 Laser — управляемая ракета класса «воздух—поверхность» с лазерным наведением
- AS15TT — облегчённая всепогодная противокорабельная ракета вертолётного, самолётного, корабельного и наземного (берегового) базирования (совместно с Thomson-CSF — РЛС)
- AS34 — авиационная противокорабельная ракета (совместно с MBB)
- ASMP — УРВП средней дальности с ЯБЧ и ПВРД, вооружение стратегических бомбардировщиков
- Aster — семейство зенитных управляемых ракет (совместно с Thomson-CSF — РЛС)
- ERYX — переносной противотанковый ракетный комплекс ближнего боя
- Exocet — семейство противокорабельных ракет воздушного, наземного, надводного и подводного базирования
- Hadès — самоходный ОТРК на колёсном шасси, ОТР с ЯБЧ и спутниковым наведением
- M1 — двухступенчатая БРПЛ с моноблочной ЯБЧ
- M2 — двухступенчатая БРПЛ с моноблочной ЯБЧ
- M20 — двухступенчатая БРПЛ с моноблочной ЯБЧ
- M4 — трёхступенчатая БРПЛ с термоядерной РГЧ ИН
- M45 — трёхступенчатая БРПЛ с термоядерной РГЧ ИН и КСП ПРО
- M5 — трёхступенчатая БРПЛ с термоядерной РГЧ ИН и усовершенствованным КСП ПРО
- Pluton — самоходный ОТРК на гусеничном шасси, ОТР с ЯБЧ
- S1 — БРСД шахтного базирования с ЯБЧ
- S2 — БРСД шахтного базирования с ЯБЧ
- S3 — БРСД шахтного базирования с ТЯБЧ, размещались в ШПУ, построенных в департаменте Воклюз
- S4 — БРСД шахтного базирования с ТЯБЧ и упрочнёнными ШПУ

  в составе франко-германского консорциума Euromissile
- HOT — переносной ПТРК
- MILAN — переносной ПТРК
- PAAMS — корабельный ЗРК
- Roland — самоходный ЗРК

### Ракетно-космическая техника
- Arabsat (спутник)
- Ariane (ракета)
- Шаттл Hermes (не построен)
- Huygens (зонд)
- Meteosat (спутник)
- Spacebus (спутник)